# Dyckia brachystachya
Dyckia brachystachya là một loài thực vật có hoa trong họ Bromeliaceae. Loài này được Rauh & E.Gross mô tả khoa học đầu tiên năm 1988.